# Världsmästerskapen i bordtennis 1995
Världsmästerskapen i bordtennis 1995 spelades i Tianjin under perioden 1-15 maj 1995. Turneringen var ursprungligen förlagd till Belgrad men flyttades senare.

## Resultat

### Lag
| Disciplin            | Guld                                                       | Silver                                                                            | Brons                                                                       |
| Herrarnas lagtävling | Kina Ding Song Kong Linghui Liu Guoliang Ma Wenge Wang Tao | Sverige Mikael Appelgren Peter Karlsson Erik Lindh Jörgen Persson Jan-Ove Waldner | Sydkorea Chu Kyo-Sung Kim Bong-Chul Kim Taek-Soo Lee Chul-Seung Yoo Nam-Kyu |
| Damernas lagtävling  | Kina Deng Yaping Liu Wei Qiao Hong Qiao Yunping            | Sydkorea Kim Moo-Kyo Park Hae-Jung Park Kyung-Ae Ryu Ji-Hae                       | Hongkong Chai Po Wa Chan Tan Lui Tong Wun Wan Shuk Kwan                     |

### Individuellt
| Disciplin   | Guld                  | Silver                           | Brons                            |
| Herrsingel  | Kong Linghui          | Liu Guoliang                     | Ding Song                        |
| Herrsingel  | Kong Linghui          | Liu Guoliang                     | Wang Tao                         |
| Damsingel   | Deng Yaping           | Qiao Hong                        | Liu Wei                          |
| Damsingel   | Deng Yaping           | Qiao Hong                        | Qiao Yunping                     |
| Herrdubbel  | Lü Lin Wang Tao       | Zoran Primorac Vladimir Samsonov | Lin Zhigang Liu Guoliang         |
| Herrdubbel  | Lü Lin Wang Tao       | Zoran Primorac Vladimir Samsonov | Damien Eloi Jean-Philippe Gatien |
| Damdubbel   | Deng Yaping Qiao Hong | Liu Wei Qiao Yunping             | Wang Chen Wu Na                  |
| Damdubbel   | Deng Yaping Qiao Hong | Liu Wei Qiao Yunping             | Csilla Batorfi Krisztina Tóth    |
| Mixeddubbel | Wang Tao Liu Wei      | Kong Linghui Deng Yaping         | Lee Chul-Seung Ryu Ji-Hae        |
| Mixeddubbel | Wang Tao Liu Wei      | Kong Linghui Deng Yaping         | Erik Lindh Marie Svensson        |

### Fotnoter
1. ↑  ”World Championships Results”. ITTF Museum. Arkiverad från originalet den 11 maj 2012. https://web.archive.org/web/20120511103023/http://www.ittf.com/museum/results/WorldChresults.html. Läst 7 april 2012.
2. ↑  ”ITTF Statistics”. ittf.com. Arkiverad från originalet den 4 mars 2016. https://web.archive.org/web/20160304071912/http://www.ittf.com/ittf_stats/All_events4.asp?Competition_ID=191. Läst 7 april 2012.
3. ↑  Peter Wikström (11 juni 1998). ”Jugoslaviens kris hotar pingis-VM. Bordtennis. 1999 års turnering i Belgrad i fara.”. Dagens nyheter. http://www.dn.se/arkiv/diverse/jugoslaviens-kris-hotar-pingisvm-bordtennis-1999-ars-turnering-i-belgrad. Läst 12 november 2015.